# Die Basilisken
Die Basilisken (Originaltitel: I basilischi) ist der erste Spielfilm der italienischen Regisseurin Lina Wertmüller aus dem Jahr 1963 in Schwarzweiß. Von der Regisseurin stammt auch das Drehbuch. Seine Premiere hatte der Film am 2. September 1963 beim Internationalen Filmfestival von Locarno. In der Bundesrepublik Deutschland konnte man ihn das erste Mal am 23. Dezember 1968 im Fernsehprogramm der ARD sehen.

## Inhalt
Der Film spielt in einem halb vergessenen Nest in der Basilicata, einer Region im Süden Italiens. Der Alltag der Bewohner besteht aus einer immerwährenden Siesta, aus dem kaum unterbrochenen Tratsch über die Nachbarn und den Träumen vom Aufbruch in die Welt, die jenseits der Hügel beginnt, etwa in Bari oder gar in Rom. Drei dieser Träumer sind Sergio, Antonio, der Sohn des Notars, sowie der Geodät Francisco. In dieser Atmosphäre aus Muff und Müdigkeit besteht ihr Zeitvertreib in der Jagd auf Mädchen, doch ohne dass ihnen sonderlicher Erfolg dabei beschieden ist. Weder die langbeinige Blondine, die sich aus Rom in eine Ehe nach hier verirrt hat, noch die tatkräftige Maddalena, die unbedingt eine Genossenschaft zur Herstellung pikanter Salami gründen will, sind für die drei Burschen erreichbar: In Palazzo San Gervasio kommt eine Frau nur allzu leicht ins Gerede.
Dann bietet sich Antonio plötzlich eine Gelegenheit, mit diesem Leben der Langeweile Schluss zu machen. Eine Tante nimmt ihn mit nach Rom. Stolz kehrt er zurück, von seinen Freunden beneidet, von seinen Erlebnissen schwärmend und damit prahlend, dass er nur zurückgekommen sei, um die Brücken endgültig hinter sich abzureißen. Aber Antonio erliegt dem lähmenden Alltag seines Heimatortes, und es kommt der Tag, an dem er einsehen muss, dass seine Worte vom Weggehen nur noch leeres Geschwätz sind.

## Kritik
Das Lexikon des Internationalen Films zog folgendes Fazit: „Lina Wertmüllers Erstling ist ein Film, der in semidokumentarischem Stil über das Leben einer Handvoll Kleinstadtbewohner sachlich-ironisch berichtet, ohne sich ideologisch zu engagieren. Seine Bildqualität verdankt der Film dem Kameramann von Fellini; Fellini inspirierte die Produktion.“ Der Evangelische Filmbeobachter urteilt: „Erster Spielfilm der italienischen Regisseurin Lina Wertmüller. In der Nachfolge Fellinis […] gibt sie eine fast dokumentarische Bestandsaufnahme vom Alltag eines kleinen Ortes im Süden Italiens, in der jede Aktivität und jeder Ausbruchsversuch von der Lethargie der Menschen erstickt wird. Zurückhaltende Darstellung und präzise, einfühlsame Kameraarbeit machen den Film sehenswert ab 16.“